# Tommy Hilfiger
Tommy Hilfiger («То́мми Хилфи́гер») — американский бренд, под которым выпускаются одежда, обувь, аксессуары, парфюмерия и товары для дома. Общий объём продаж продукции под брендом Tommy Hilfiger в 2023 году составил около 9 млрд долларов.
Компания Tommy Hilfiger была основана в 1985 году. В 2006 году её приобрела частная инвестиционная компания Apax Partners за 1,6 млрд долларов, а в марте 2010 года продала за 2,2 млрд долларов корпорации Phillips-Van Heusen. Основатель Томми Хилфигер остаётся главным дизайнером компании.

## История
Предпринимательскую деятельность Томми Хилфигер начал в 1970-х годах. Его первая компания, сеть магазинов а Нью-Йорке по торговле джинсами и другой одеждой, обанкротилась в 1977 году. После этого он решил попробовать себя в модельном бизнесе, став дизайнером джинсов в компании Jordache. В 1984 году индийский текстильный магнат Мохан Мурджани нанял Хилфигера разработать новую коллекцию джинсов, которая была представлена в 1985 году. Для неё была развёрнута широкая рекламная кампания; оригинальный подход объявлений был в том, что они не содержали фотографий одежды, а только утверждение, что Хилфигер — дизайнер не хуже, чем Ральф Лорен, Перри Эллис или Кельвин Кляйн. В 1986 году продажи составили 32 млн долларов, а в следующем году — 70 млн долларов.
Несмотря на первый успех бренда Tommy Hilfiger, у компании Мурджани начались финансовые проблемы. В 1988 году была создана новая компания, Tommy Hilfiger Co. Inc., которая поглотила Murjani International. В 1989 году крупнейшим акционером этой компании стал гонконгский миллиардер Сайлас Чоу, также в компанию вложил средства канадский предприниматель Лоренс Стролл. Производство одежды под брендом Tommy Hilfiger было перенесено на многочисленные фабрики Чоу в Азии. В 1992 году компания Tommy Hilfiger провела размещение своих акций на Нью-Йоркской фондовой бирже. Оборот компании за 1992 год составил 107 млн долларов. К 1994 году одежда продавалась в 500 отделах универмагов, остатки старых коллекций реализовывались через магазины-дискаунтеры, началось развитие сети собственных магазинов. В середине 1990-х годов компания начала выпуск детской одежды, а также лицензировать бренд другим компаниям для выпуска различных товаров, в частности, Estée Lauder Companies начала выпуск парфюмерии.
Изначально Томми Хилфигер специализировался на мужской одежде, первая линия женской была запущена только в 1996 году, её производством по лицензии занялась компания Pepe Jeans, также контролируемая Сайласом Чоу. Оборот компании Tommy Hilfiger за 1996 год составил около 500 млн долларов. В 1997 году был открыт флагманский магазин в Беверли-Хиллз, а в 1999 году — в Лондоне; они оказались убыточными и были закрыты в 2000 году. В 1998 году был поглощён канадский лицензиат Tommy Hilfiger Canada, а также Pepe Jeans USA. Оборот компании вырос с 847 млн долларов в 1998 году до 1,63 млрд долларов в 1999 году; были запущены новые линии косметики, парфюмерии и сумок.
Начиная с 2000 года рост компании резко замедлился, курс акций обвалился. В 2003 году компанию покинул Чоу, Хилфигер стал почётный председателем и ведущим дизайнером. В мае 2006 года компания провела делистинг; выкуп акций, который обошёлся 1,6 млрд долларов, был проведён с помощью частной инвестиционной компании Apax Partners. В 2007 году были поглощены лицензиаты в Европе и Японии, штаб-квартира была перенесена из Нью-Йорка в Амстердам, её возглавил Фред Геринг (Fred Gehring). В 2009 году был открыт новый флагманский магазин на Пятой авеню в Нью-Йорке; в этом году общие продажи бренда составили 4,7 млрд долларов.
В марте 2010 года компания Tommy Hilfiger была продана за 3 млрд долларов корпорации Phillips-Van Heusen, которой с 2003 года принадлежал бренд Calvin Klein.

## Маркетинговая стратегия
Основными направлениями маркетинговой стратегии Tommy Hilfiger являются сотрудничество со знаменитостями и спонсорство культурных и спортивных мероприятий. В середине 1990-х годов одежду Хилфигера носили Билл Клинтон, принц Чарльз, звёзды шоу-бизнеса Майкл Джексон, Элтон Джон и Snoop Dogg. В 2001 году компания сотрудничала с Лорен Буш, племянницей Джорджа Буша-младшего, который был в то время президентом США.
В рекламе бренда в 1990-х годах были задействованы Бритни Спирс, Ашер, Алия, дети Мика Джаггера и Рода Стюарта. В 1998 году компания стала спонсором команды «Феррари», также спонсорировала концертные туры The Rolling Stones No Security, Бритни Спирс …Baby One More Time, Джуэл Spirit, Ленни Кравица и других.
После 2000 года в рекламных кампаниях принимали участие Дэвид Боуи и Иман, Энрике Иглесиас, Рафаэль Надаль, Зоуи Дешанель, Шерил Кроу, The Chainsmokers, DJ Khaled, София Ричи, Джиджи Хадид и другие.